# (24750) Ohm
Pour les articles homonymes, voir Ohm.
(24750) Ohm est un astéroïde de la ceinture principale découvert le 24 septembre 1992 à Tautenburg par les astronomes allemands Freimut Börngen et Lutz D. Schmadel. Sa désignation provisoire était 1992 SR17.
Il doit son nom au physicien allemand Georg Ohm (1789-1854).